# Kurt Hamrin
Kurt Roland Hamrin (Stockholm, 19 november 1934 – Florence, 4 februari 2024) was een Zweeds voetballer. Hij staat momenteel negende op de lijst met de spelers die de meeste goals hebben gescoord in de Serie A. Hij scoorde namelijk 190 goals in de hoogste competitie van Italië.

## Carrière
Hamrin begon zijn carrière bij AIK in Zweden, waar hij doorbrak in het seizoen 1952/53. In 1956 vertrok hij naar het buitenland, namelijk naar Juventus, waar hij 23 keer voor uitkwam in één seizoen. Hij vertrok hierna naar Padova, waar hij twintig keer scoorde in dertig wedstrijden. Dit leverde hem in 1958 een transfer op naar Fiorentina, waar hij tot 1967 zou blijven. In deze negen jaar speelde hij 289 wedstrijden in de Serie A, waarin hij 150 keer scoorde. Hij won de Coppa Italia in 1961 en 1966. Hij vertrok na zijn avontuur in Florence naar AC Milan, waar hij twee seizoenen zou spelen en kampioen zou worden in 1968. Hamrin scoorde ook beide goals in de met 2-0 gewonnen finale van de Europacup II tegen Hamburger SV in 1968. Zijn laatste Italiaanse club was Napoli, waar hij in 1969 een contract ondertekende.
Hamrin speelde tussen 1953 en 1965 32 keer voor het nationale elftal van Zweden, waarin hij 17 keer scoorde. De meeste Zweden herinneren hem door het doelpunt dat hij scoorde op het WK van 1958 tegen West-Duitsland. In de halve finale tekende hij voor de 3-1, waarmee hij een finaleplaats veilig stelde. Deze finale werd uiteindelijk verloren van Brazilië met 5-2.
Nadat hij stopte met voetballen, verhuisde Hamrin met zijn gezin naar Florence, waar hij tot zijn overlijden bleef wonen. Hij werkte van 1998 tot 2008 als scout voor AC Milan.
Hamrin overleed in februari 2024 op 89-jarige leeftijd.

## Erelijst

### ACF Fiorentina
- Coppa Italia: 1960/61 en 1965/66
- Europacup II: 1960/61
- Mitropacup: 1965/66

### AC Milan
- Serie A: 1967/68
- Europacup I: 1968/69
- Europacup II: 1967/68